# Taloka opaca
Taloka opaca är en insektsart som först beskrevs av Walker 1870.  Taloka opaca ingår i släktet Taloka och familjen vedstritar.
Artens utbredningsområde är Papua Nya Guinea. Inga underarter finns listade i Catalogue of Life.